# If Only (canción de Andrea Bocelli)
«If Only» es una canción del tenor italiano Andrea Bocelli. Fue lanzada el 15 de junio de 2018 a través de Decca Records como el sencillo principal de su decimoquinto álbum pop de estudio Sí (2018). La canción cuenta con la colaboración de la cantante albanobritánica Dua Lipa.
Existen dos versiones más de la canción, una en solitario, y otra en colaboración con la violinista ucraniana Anastasiya Petryshak. También una versión completamente en italiano, lleva el título de Qualcosa più dell'Oro, y su versión en español Tu eres mi tesoro.

## Antecedentes, composición y letra
El tema esta escrito por los compositores Francesco Sartori, Lucio Quarantotto y Mauro Malavasi, con quienes Bocelli ya había trabajado antes.
La canción fusiona elementos de música clásica y pop, destacando la voz de Bocelli y la tonalidad de Lipa. La letra expresa sentimientos profundos de amor y deseo, complementados por una melodía emotiva que resalta la capacidad vocal de ambos artistas.

## Recepción crítica
La colaboración entre Andrea Bocelli y Dua Lipa en la canción «If Only» ha sido recibida positivamente por la crítica. En una reseña de The Harvard Crimson, se destaca que la canción presenta una versión más introspectiva y melódica de la emblemática «Time to Say Goodbye», resaltando la armonía entre las voces de Bocelli y Lipa. La crítica señala que la canción comparte frases y contornos orgánicos y no lineales, y que la voz de Bocelli complementa de manera impecable la suavidad y el estilo vibrante de Lipa.
Por otro lado, Classic FM resalta que «If Only» es una balada que fusiona el estilo operático de Bocelli con el pop contemporáneo de Lipa, ofreciendo una experiencia musical única. La crítica menciona que la canción presenta momentos que recuerdan a la melodía de «The Prayer» (1998), el dúo de Bocelli con Céline Dion.

## Desempeño comercial
Aunque «If Only» no alcanzó posiciones destacadas en las listas de éxitos, la colaboración entre Bocelli y Lipa generó una amplia atención mediática y fue apreciada por los seguidores de ambos artistas. La canción está disponible en plataformas de streaming como Spotify y YouTube, donde el video ha acumulado más de 15 millones de visitas, y la canción ha acumulado más de 30 millones de reproducciones.